# Seututie 276
Pour les articles homonymes, voir Route 276.
La route régionale 276 (finnois : Seututie 276) est une route régionale allant d'Hämeenkyrö jusqu'à Riitiala à  Ikaalinen en Finlande,,.

## Présentation
La seututie 276 est une route régionale de Pirkanmaa.

## Parcours
- Hämeenkyrö
- Ylöjärvi
  - Viljakkala
- Ikaalinen
  - Tevaniemi
  - Luhalahti
  - Riitiala